# Lars Michael Camin
Lars Michael Camin, född 2 oktober 1767 i Gävle, död 19 april 1829 i Stockholm, var en svensk apotekare.
Camin var son till skomakaren i Gävle Anders Camin. Han blev elev vid apoteket Svanen i Stockholm, därefter provisor på apoteket Korpen och köpte 1797 apoteket Morianen. Samma år avlade han apotekerexamen och blev amiralitetsapotekare. 1803 blev Camin änkedrottning Sofia Magdalenas hovapotekera och ledamot av apotekarsocietetens direktion 1809. 1818 erhöll han assessors titel. Camin sålde 1820 apoteket till akademiapotekaren i Uppsala Karl Carlsson. 1823 blev han ledamot av Stockholms stads brandförsäkringskontors överstyrelse och 1825 av Allmänna barnhusinrättningens direktion. Han var även ledamot av Svenska läkaresällskapet.
Camin blev dock främst känd för eftervärlden genom sina donationer till Allmänna Barnhuset och Strandbergska läkarinrättningen. Han gav även betydande donationer till Klara högre lärdomsskola.
Han blev även känd genom det nidporträtt som K. A. F. Kjernander, som varit apokarlärling på Morianen gav ut anonymt 1847 under titeln Den putslustige apothekaren assessor L. M. Rymins upptåg samt lefnad och lefnadsvanor, där den lätt igenkännbare "Rymin" beskrivs som en grälsjuk suput.